# 囊鼠科
囊鼠科（學名：Geomyidae）也叫衣囊鼠科，哺乳綱嚙齒目的一科，现存7属41种，均分布于北美洲和中美洲。